# Morällingen
Morällingen är en sjö i Malung-Sälens kommun i Dalarna och ingår i Dalälvens huvudavrinningsområde. Sjön är 10 meter djup, har en yta på 0,58 kvadratkilometer och befinner sig 413,9 meter över havet. Sjön avvattnas av vattendraget Ällingån.

## Delavrinningsområde
Morällingen ingår i det delavrinningsområde (673654-136668) som SMHI kallar för Utloppet av Morällingen. Medelhöjden är 433 meter över havet och ytan är 5,83 kvadratkilometer. Räknas de 3 avrinningsområdena uppströms in blir den ackumulerade arean 48,58 kvadratkilometer. Ällingån som avvattnar avrinningsområdet har biflödesordning 3, vilket innebär att vattnet flödar genom totalt 3 vattendrag innan det når havet efter 411 kilometer. Avrinningsområdet består mestadels av skog (39 procent) och sankmarker (41 procent). Avrinningsområdet har 0,7 kvadratkilometer vattenytor vilket ger det en sjöprocent på 11,9 procent.